# Chickbudur, Devadurga
Chickbudur là một làng thuộc tehsil Devadurga, huyện Raichur, bang Karnataka, Ấn Độ.